# Mẫu hình Nhọn sắc
Mẫu hình Sắc nhọn là một trong những tín hiệu đảo chiều xu hướng giảm trong phân tích biểu đồ hình nến.

## Mô tả
Hai hình nến được yêu cầu để tạo thành mẫu hình Sắc nhọn. Nó sẽ xảy ra sau khi một rớt giá mạnh. Vào thời kỳ hình thành mẫu hình, giá mở cửa của tài sản nằm dưới giá thấp của thời kỳ trước. Điều đó có nghĩa giá tài sản vẫn đang trong xu hướng giảm. Trong thời kỳ trao đổi tài sản tăng giá lên ít nhất một nửa thân nến của thời kỳ trước đó.

## Giải thích
Giá cả đang cố gắng để phá vỡ xu hướng giảm hiện tại bằng cách di chuyển lên trên. Người mua là người chiến thắng trong cuộc chiến giữa người mua và người bán. Trong thời kỳ tiếp theo, nó được dự kiến sẽ đóng cửa trên mức cao của thời kỳ hình mẫu Sắc nhọn. Các thương nhân có thể giữ giá thấp của hình mẫu làm giá dừng lại. Nếu giá thấp này bị phá vỡ, sẽ vô hiệu hóa sự hình thành hình mẫu và sẽ trở nên không còn giá trị.